# Rachel Stevens
Rachel Lauren Stevens (Southgate, Londres, Inglaterra; 9 de abril de 1978) es una cantante, actriz y modelo británica. Es integrante del exitoso grupo pop S Club 7, en el cual fue una de las cantantes principales. Lanzó su carrera solista en 2003, realizando 7 sencillos y 2 álbumes en Inglaterra entre ese año y 2005. En 2008, logró el segundo puesto en las series de seis partes de la BBC One "Strictly Come Dancing", con su compañero de baile Vincent Simone.

## Primeros años
Nació en Southgate, Londres, Inglaterra, en una familia judía de clase media. Su ascendencia es 1/4 china y 1/4 filipina, y estudió en la "Ashmole School" de Londres. En 1993, a la edad de 15 años, Stevens ganó de entre 5.000 competidores un concurso de modelos, patrocinado por la revista "Just 17". Siguiendo sus primeros trabajos en el mundo de la moda, decidió estudiar en la "London School of Fashion", y terminó trabajando en relaciones públicas.

## Carrera de cantante

### S Club 7
A los 20 años de edad, Stevens pasó a ser miembro del grupo pop inglés S Club 7, creado por el anterior mánager de las Spice Girls, Simon Fuller, y ganador de 2 Brit Awards. La banda llegó a la fama a través de su propio programa de televisión, transmitido por la BBC, por la venta de más de 16.000.000 de records por todo el mundo, y logrando 4 sencillos Número 1 en Inglaterra. S Club 7 se separó en 2003.

### Solista

#### Funky Dory
Luego de que S Club 7 se separara, Stevens firmó un contrato por £1,5 millones ($2,3 millones) para realizar 4 álbumes como solista. El trato fue cerrado con Polydor Records y con su exmánager en S Club 7, Simon Fuller. Salir a dar batalla ella sola luego del éxito conseguido con S Club 7 fue difícil para Stevens. "Me parece que terminamos conformando lo que la percepción de la gente cree", dijo ella acerca del grupo. "Este era el más chistoso, este el cantante, este otro el bailarín. Así que salir un poco de ello y ser una persona completa ha sido un gran cambio para mí. Realmente, nunca tuve mi palabra en el grupo. Ninguno de nosotros la tuvo."
Su primer sencillo como solista, escrito por Cathy Dennis (quien había escrito también para Britney Spears y Kylie Minogue) y producido por Bloodshy & Avant, fue "Sweet dreams my L.A. ex", realizado en septiembre de 2003. De acuerdo al sitio web Allmusic, éste fue un tema descartado de In the Zone, el cuarto álbum de estudio de Britney Spears.
Inspirado en la música R&B, más evocada hacia TLC o Sugababes, y en la música pop de estilo adulto , como el de Madonna, el álbum debut de Stevens como solista, "Funky Dory", fue realizado más tarde ese mismo mes. Elálbum fue un éxito menor, llegando al número 9 en las listas inglesas. Aunque el álbum no fue un enorme éxito comercial, recibió elogios por parte de los críticos del pop. Jamie Gill, en un análisis para "Yahoo! Launch", dijo que "Stevens evita el barato y alegre enfoque de su antigua banda por una seductora confidencia adulta y música electicista.
En diciembre de ese año, el track entitulado como el álbum, "Funky dory", fue realizado como segundo sencillo. La canción fue elogiada por ser sofisticada y sexy, como su predecesora, y contuvo un B-Side de la canción "Andy Warhol" de David Bowie y su disco "Hunky Dory". Las esperanzas de que el sencillo fuera capaz de seguir el éxito de "Sweet dreams my L.A. ex" eran muy altas, pero, como el álbum, el sencillo sólo logró unas bajas muestras en las listas, alcanzando solo el Número 24. La canción recibió análisis variados de los críticos del pop, con algunos certificándola musicalmente mejor que "Sweet dreams my L.A. ex" con un híbrido de pop, música latina e incluso un toque de perfusión jazz, pero no como una buena elección para sencillo, ya que carecía de algo especial y diferente y no estuvo a la altura del sencillo anterior de Stevens.
En julio de 2004, Stevens realizó un nuevo sencillo, "Some girls", que fue producido por Richard X. Luego del fracaso comercial de su álbum y de sus sencillos previos, las esperanzas de que "Some girls" saliera bien en las listas eran altas, con críticas diciendo que el sencillo contribuiría o desharía la continuidad de su carrera. Favorablemente, el sencillo se convirtió en un hit en toda Europa, alcanzando el Número 2 en Inglaterra. Todas las recaudaciones del sencillo fueron destinadas a la campaña de caridad "Sport Relief" de la BBC. En su realización, HMV calificó al sencillo la mejor canción de Stevens hasta la fecha. "Yahoo! Launch" comentó que el sencillo llegó para salvar su carrera y que ella terminó salvando al pop.
Debido al éxito de "Some Girls", "Funky Dory" fue relanzado para incluirla en el mismo, junto con otra nueva canción, cover de Andrea True, "More more more". "More more more" llegó al Número 3 en Inglaterra, dándole a Stevens su tercer sencillo como solista dentro del Top 10 inglés. En este punto, Stevens intensificó su promoción, ganando inadvertidamente un record guiness por "más apariciones públicas de una estrella del pop en 24 horas en diferentes ciudades" (7 entre el 8 de septiembre y el 9 de septiembre de 2004).

#### Come and Get It
A fines de 2004, Stevens comenzó a trabajar en su segundo álbum solista con productores y compositores como Richard X, Alexis Strum y Xenomania. En marzo de 2005, realizó el primer sencillo de su álbum venidero, "Negotiate with love". La canción fue un hit en Inglaterra, alcanzando el Top 10.
"Negotiate with love" fue seguido por la canción "So good", que fue realizada en julio de ese año, y se convirtió en otro éxito cuando llegó al Número 10 en Inglaterra. Fue calificada como una buena canción pop, que era sabrosamente producida y muy bien emitida.
Durante el verano de 2005, Channel 4 transmitió un documental que seguía a Stevens a lo largo del verano, mientras promocionaba "So good". Luego de que aparecieran los sencillos y el documental, Stevens realizó "Come and Get It" en octubre de 2005. El álbum fue, como su producto previo, un éxito menor, llegando solo al Número 28 en Inglaterra. El álbum también fue realizado como una edición especial limitada en CD y DVD. Dos años después de la realización del álbum, The Guardian lo citó en la lista de su artículo "1.000 álbumes que debes escuchar antes de morir".
El último sencillo realizado del álbum fue "I said never again but here we are", lanzado en octubre de 2005. La canción llegó al número 12 en Inglaterra. Este sencillo recibió algo de las mejores críticas de la carrera de Stevens, siendo elogiado por HMV por su impecable y sorprendente desempeño vocal, y certificado como el más comercialmente accesible peculiar sencillo de Stevens desde "Some girls".

## Televisión y cine
Mientras Stevens era parte de S Club 7, apareció en las 4 series de televisión del grupo: "Miami 7", "L.A. 7", "Hollywood 7" y "Viva S Club". La banda también protagonizó su propia película, "Seeing Double". En 2004, Stevens apareció en "Suzie Gold", seguido por un papel en "Deuce Bigalow: European Gigolo" en 2005.
Como parte de la promoción de sus realizaciones musicales, Rachel aparecía frecuentemente en programas de televisión en vivo para jóvenes, como "Smile" y "SMTV Live". Cuando apareció en "Dick and Dom in da Bungalow", un famoso show para niños en el que se hacían juegos que muchas veces eran desordenados, Rachel se negó a participar, lo que disgustó a los anfitriones. Se retiró antes de la finalización del programa.
En 2005, Stevens hizo un personaje llamado Jane-Mary en una parodia de Spider-Man llamada "Spider-Plant Man" para la BBC, cuyos beneficios fueron destinados a la caridad, apareciendo junto con Rowan Atkinson. En diciembre de 2007, se anunció que Stevens sería transformada en un muñeco de plastilina de nueve pulgadas para "Glendogie Bogey", una nueva comedia animada de la BBC Scotland.
Stevens estuvo, aparentemente, muy interesada en conseguir un papel en Doctor Who, a pesar de competir en la forma de Lily Allen. También se ha dicho que estaba "en conversaciones" para aparecer en la segunda temporada de las series "Merlin" de la BBC One.

### Strictly Come Dancing
En agosto de 2008, se anunció que Stevens participaría en la temporada 2008 de Strictly Come Dancing, que empezó el 20 de septiembre de ese año. Fue la compañera del bailarín profesional Vincent Simone, y juntos consiguieron el récord por las 10 presentaciones más perfectas nunca alcanzadas en ninguna temporada de Strictly Come Dancing, dándole una páliza, así, a los otros concursantes, incluidos Alesha Dixon y el eventual ganador Tom Chambers. Stevens se quedó con el segundo lugar. En enero y febrero de 2009, se realizó un Tour en el que ella bailó un tango y una rumba con Vincent Simone, también consiguiendo más reconocimientos a lo largo del Tour que cualquier otro, haciendo de ella la ganadora, después de todo.
Estas son las presentaciones de Stevens en el programa:
| Semana | Baile/Canción                                     | Puntaje             | Puntaje         | Puntaje     | Puntaje       | Resultado                           |
| Semana | Baile/Canción                                     | Craig Revel Horwood | Arlene Phillips | Len Goodman | Bruno Tonioli | Resultado                           |
| 1      | Cha Cha Cha/"Lady Marmalade"                      |                     |                 |             |               | Performance del grupo no calificada |
| 2      | Salsa/"No Puedes Comprar Mi Amor"                 | 7                   | 8               | 8           | 8             | Salvados con 31 puntos              |
| 3      | Swing/"Choo Choo Cha Boogie"                      |                     |                 |             |               | Performance del grupo no calificada |
| 4      | Quickstep/"Little Green Bag"                      | 8                   | 8               | 9           | 8             | Salvados con 33 puntos              |
| 5      | Samba/"Hips Don't Lie"                            | 7                   | 7               | 8           | 8             | Salvados con 30 puntos              |
| 6      | Viennese Waltz/"Everybody Hurts"                  | 8                   | 8               | 8           | 8             | Salvados con 32 puntos              |
| 7      | Jive/"Sweet Soul Music"                           | 7                   | 8               | 8           | 9             | Salvados con 32 puntos              |
| 8      | American Smooth/"I Got A Woman"                   | 8                   | 9               | 9           | 9             | Segundo lugar con 35 puntos         |
| 9      | Rumba/"You Do Something to Me"                    | 9                   | 10              | 10          | 10            | Primer lugar con 39 puntos          |
| 10     | Foxtrot/"Close to You"                            | 10                  | 10              | 10          | 10            | Primer lugar con 40 puntos          |
| 11     | Vals/"Angel"                                      | 9                   | 10              | 10          | 10            | Segundo lugar con 71 puntos         |
| 11     | Paso Doble/"The Final Countdown"                  | 7                   | 8               | 8           | 9             | Segundo lugar con 71 puntos         |
| 12     | Tango/"Here Comes The Rain Again"                 | 9                   | 10              | 10          | 10            | Primer lugar con 76 puntos          |
| 12     | Cha Cha Cha/"Signed, Sealed, Delivered I'm Yours" | 9                   | 9               | 9           | 10            | Primer lugar con 76 puntos          |
| 13     | Tango Argentino/"When Doves Cry"                  | 9                   | 10              | 10          | 10            | Primer lugar con 75 puntos          |
| 13     | American Smooth/"Mandy"                           | 9                   | 9               | 8           | 10            | Primer lugar con 75 puntos          |
| 14     | Foxtrot/"Close to You"                            | 10                  | 10              | 10          | 10            | Segundo lugar con 79 puntos         |
| 14     | Rumba/"You Do Something to Me"                    | 9                   | 10              | 10          | 10            | Segundo lugar con 79 puntos         |

## Vida personal
En el Día de San Valentín de 2002, Stevens se comprometió con el actor Jeremy Edwards. La pareja se separó a principios de 2004 luego de haber estado saliendo por más de 3 años.
Después de la separación, comenzó a salir con Gavin Dein, hijo del expresidente del Arsenal F.C. David Dein. La relación no duró mucho tiempo, pues la pareja se separó en agosto de 2005.
Stevens ha sido vinculada también con el actor Stephen Dorff y con el cantante inglés radicado en Estados Unidos Oli Trevena (Oli T).
En junio de 2008, Stevens se compremetió con su novio Alex Bourne en Italia (quien ha cambiado su apellido por Leigh) luego de 18 meses de noviazgo. La pareja planeaba casarse en otoño de 2008, pero decidieron posponer la boda hasta agosto de 2009 debido al ocupado otoño de Stevens con programas de entrenamiento y presentaciones de Strictly Come Dancing.
Stevens es citada como la exnovia judía de 2D (miembro de la banda ficcional Gorillaz) en el libro "Rise of the Ogre".

## Campañas de concienciación
En 2005, Stevens encabezó la campaña "Everyman Testicular Cancer Awareness". El rol de Stevens fue notable, ya que fue la primera mujer en representar esta campaña. Su comercial de televisión elevaba sus cejas con un contenido sugerente que incluía a ella diciéndole a los hombres que pongan una mano debajo de sus pantalones y que le den, a sus testículos, una buena sensación. En el comercial, Stevens comentó: "A veces los hombres necesitan un poco de estímulo para pensar acerca de su salud. Esta es una manera divertida de lograr concientización acerca de un tema serio."
En 2005, Stevens también formó parte de la campaña "Make Poverty History", cuyo objetivo era eliminar la pobreza en los países subdesarrollados a través de la cancelación de viejas deudas, de la mejora en cómo se dan las formas de ayudar, y de la eliminación de barreras. Así, estos países podrían comerciar más efectivamente con el resto del mundo. Stevens donó una secreta cantidad de dinero a la campaña, y también apareció en los avisos de televisión y revistas apoyando la causa. Su sitio web oficial también mostró la bandera onlina oficial de la campaña.

## Cara de distintas marcas
Todavía en S Club 7, Stevens participó junto con la banda en un proyecto del Fondo Mundial para la Naturaleza. Más recientemente, ha sido la cara de Pretty Polly, Sky Sports, Marks & Spencer y Focus Dailies. Se dice que Rachel será la cara de la nueva campaña de desodorantes Dove en 2009. La noticia acerca de esto fue publicada en su foro oficial.

## Discografía
- 2003: Funky Dory.
- 2005: Come and Get It.
- 2009: One and One.

## Filmografía
| Cine       | Cine                          | Cine                   | Cine                       |
| Año        | Película                      | Personaje              | Notas                      |
| ---------- | ----------------------------- | ---------------------- | -------------------------- |
| 2003       | Seeing Double                 | Rachel                 |                            |
| 2004       | Suzie Gold                    | Estrella de pop        |                            |
| 2005       | Deuce Bigalow: Gigolo Europeo | Louisa, the Dirty Girl |                            |
| Televisión |                               |                        |                            |
| Año        | Programa                      | Personaje              | Notas                      |
| 1999       | Miami 7                       | Rachel                 | 13 episodios               |
| 2000       | L.A. 7                        | Rachel                 | 13 episodios               |
| 2001       | Hollywood 7                   | Rachel                 | 13 episodios               |
| 2002       | Viva S Club                   | Rachel                 | 13 episodios               |
| 2005       | Spider-Plant Man              | Jane Mary              | Especial de "Comic Relief" |
| 2008       | Glendogie Bogey               | Patricia Ravelston     | Voz                        |

## Premios
| Año  | Premio                             | Resultado | Categoría                             |
| ---- | ---------------------------------- | --------- | ------------------------------------- |
| 2003 | Smash Hits Poll Winners Party      | Ganadora  | Estrella mejor vestida                |
| 2004 | Smash Hits Poll Winners Party      | Ganadora  | Estrella mejor vestida                |
| 2004 | Smash Hits Poll Winners Party      | Ganadora  | Mujer más fantaseable                 |
| 2005 | Smash Hits Poll Winners Party      | Ganadora  | Mujer más fantaseable                 |
| 2003 | National Music Awards              | Ganadora  | Cantante mujer favorita de Inglaterra |
| 2004 | Celebrity Awards                   | Ganadora  | Celebridad femenina más sexy          |
| 2004 | NME Awards                         | Ganadora  | Mejor artista femenina                |
| 2004 | Disney Channel Kid's Choice Awards | Ganadora  | Mejor artista femenina                |
| 2004 | 52nd Annual Showbusiness Awards    | Ganadora  | Artista del año en grabaciones        |
| 2005 | Glamour Awards                     | Ganadora  | Mujer del año                         |
| 2006 | Jammy Awards                       | Ganadora  | Menos destacada cantante mujer        |